# Список земноводных и пресмыкающихся, занесённых в Красную книгу Калмыкии
В списке указан 1 вид земноводных и 12 видов пресмыкающихся, вошедшие в Красную книгу Республики Калмыкия.
Категории имеют следующие обозначения:
0 — вероятно исчезнувшие
1 — находящиеся под угрозой исчезновения
2 — сокращающиеся в численности
3 — редкие виды
4 — виды неопределённого статуса
5 — восстанавливаемые и восстанавливающиеся виды

## Класс Земноводные
| Отряд Бесхвостые (Anura)            |                                                        |                                             | |
| Семейство Жерлянки (Bombinatoridae) |                                                        |                                             | |
|                                     | Краснобрюхая жерлянка Bombina bombina (Linnaeus, 1761) | 4 категория. Неопределённый по статусу вид. | Отмечена на севере и юго-западе Ергенинской возвышенности. Впервые обнаружена в Калмыкии в 1990 г. на границе с Волгоградской областью. |

## Класс Пресмыкающиеся
| Отряд Чешуйчатые (Squamata)              |                                                                            |                                                        | |
| Семейство Агамовые (Agamidae)            |                                                                            |                                                        | |
|                                          | Круглоголовка-вертихвостка Phrynocephalus guttatus (Gmelin, 1789)          | 2 категория. Сокращающийся в численности вид.          | Обитает на востоке и юго-востоке Калмыкии (Яшкульский, Черноземельский и Юстинский районы). Кроме того, её изолированная популяция обитает на восточном склоне Ергеней в Сарпинском районе.                                                                                |
|                                          | Ушастая круглоголовка Phrynocephalus mystaceus (Pallas, 1776)              | 1 категория. Находящийся под угрозой исчезновения вид. | В Республике встречается на востоке в аридной зоне в Черноземельском и Яшкульском районах. Занесена в Красную книгу России (категория 2 - сокращающиеся в численности). |
| Семейство Веретенициевые (Anguidae)      |                                                                            |                                                        | |
|                                          | Желтопузик, или глухарь Pseudopus apodus (Pallas, 1775)                    | 1 категория. Находящийся под угрозой исчезновения вид. | В Калмыкии обитает только на крайнем юге в долине реки Кума на границе с Дагестаном. |
| Семейство Настоящие ящерицы (Lacertidae) |                                                                            |                                                        | |
|                                          | Быстрая ящурка Eremias velox (Pallas, 1771)                                | 2 категория. Сокращающийся в численности вид.          | Распространена в пустынных и полупустынных биотопах Яшкульского, Черноземельского, Юстинского и Лаганского районов. Калмыцкие популяции быстрой ящурки относятся к подвиду E. v. caucasia, занесённому в Красную книгу России (категория 2 - сокращающиеся в численности). |
|                                          | Полосатая ящерица Lacerta strigata (Eichwald, 1831)                        | 3 категория. Редкий вид.                               | В Калмыкии обитает на узкой полосе вдоль побережья Кумы и Каспийского моря. |
| Семейство Ложноногие (Boidae)            |                                                                            |                                                        | |
|                                          | Западный удавчик Eryx jaculus (Linnaeus, 1758)                             | 1 категория. Находящийся под угрозой исчезновения вид. | Отмечен на юге Ергенинской возвышенности в урочищах Манджекины и Джеджекины, по балке Дарма. Занесён в Красную книгу России (категория 2 - сокращающиеся в численности).                                                                                                   |
|                                          | Песчаный удавчик Eryx miliaris (Pallas, 1773)                              | 3 категория. Редкий вид.                               | Обитает в восточной части Республики в зоне пустынь и полупустынь. Занесён в Красную книгу России (категория 2 - сокращающиеся в численности). |
| Семейство Ужеобразные (Colubridae)       |                                                                            |                                                        | |
|                                          | Желтобрюхий полоз, или каспийский полоз Dolichophis caspius (Gmelin, 1779) | 2 категория. Сокращающийся в численности вид.          | Широко распространён на всей территории Калмыкии, избегая лишь открытых лесов и распаханных земель. |
|                                          | Обыкновенная медянка Coronella austriaca Laurenti, 1768                    | 3 категория. Редкий вид.                               | Известна из западных районов Калмыкии (Яшальтинский и Городовиковский). |
|                                          | Палласов полоз Elaphe sauromates (Pallas, 1814)                            | 2 категория. Сокращающийся в численности вид.          | В Калмыкии встречается повсеместно. Занесён в Красную книгу России (категория 2 - сокращающиеся в численности). |
| Семейство Psammophiidae                  |                                                                            |                                                        | |
|                                          | Ящеричная змея Malpolon insignitus (Geoffroy Saint-Hilaire, 1827)          | 3 категория. Редкий вид.                               | Распространена в восточной части республики, расширяя свой ареал на северо-запад. Ранее считалась подвидом Malpolon monspessulanus. |
| Семейство Гадюковые (Viperidae)          |                                                                            |                                                        | |
|                                          | Степная гадюка Vipera renardi (Christoph, 1861)                            | 4 категория. Неопределённый по статусу вид.            | Встречается на Ергенинской возвышенности, в Сарпинской низменности и лощине Даван, на севере (в Малодербетовском и Октябрьском районах) и юго-западе Калмыкии (Приютненский, Яшалтинский и Городовиковский районы).                                                        |